# Bach (Zweinitz)
Bach (Zweinitz), früher Bach bei Zweinitz, ist eine Ortschaft in der Gemeinde Weitensfeld im Gurktal im Bezirk St. Veit an der Glan in Kärnten. Die Ortschaft hat 1 Einwohner (Stand 1. Jänner 2024).

## Lage
Bach (Zweinitz) liegt linksseitig im Gurktal, im Osten der Gemeinde Weitensfeld, auf dem Gebiet der Katastralgemeinde Zweinitz, etwa 4 km nördlich von Zweinitz, oberhalb des Krassnitzbachs, eines Nebenbachs des Zweinitzbachs. Das einzige noch bestehende Haus der Ortschaft ist die Bruderholzerhube (Nr. 2). Im 19. Jahrhundert gehörten unter anderem auch noch Kräuterhube (Nr. 3 und 4), Tödringerkeusche (Nr. 7), Hochfriegerhube und Konradter (bzw. Conrader) zur Ortschaft; nur mehr einige landwirtschaftliche Nebengebäude erinnern an die Standorte dieser Gehöfte, die allesamt etwa 100 bis 200 Höhenmeter oberhalb der noch bestehenden Bruderholzerhube lagen.

## Geschichte
Ab Gründung der Ortsgemeinden Mitte des 19. Jahrhunderts gehörte Bach zur Gemeinde Gurk. 1871 trat die Gemeinde Gurk die Katastralgemeinden Thurnberg und Zweinitz an die Gemeinde Weitensfeld ab, somit gehörte Bach dann zur Gemeinde Weitensfeld. Bei der Kärntner Gemeindestrukturreform von 1973 kam Bach an die damals neu errichtete Gemeinde Weitensfeld-Flattnitz, bei deren Auflösung 1991 wieder zur Gemeinde Weitensfeld im Gurktal.

## Bevölkerungsentwicklung
Für die Ortschaft ermittelte man folgende Einwohnerzahlen:
- 1869: 10 Häuser, 77 Einwohner[2]
- 1880: 7 Häuser, 48 Einwohner[3]
- 1890: 8 Häuser, 54 Einwohner[4]
- 1900: 7 Häuser, 43 Einwohner[5]
- 1910: 7 Häuser, 49 Einwohner[6]
- 1923: 6 Häuser, 37 Einwohner[7]
- 1934: 34 Einwohner[8]
- 1961: 4 Häuser, 8 Einwohner[9]
- 2001: 1 Gebäude (davon 1 mit Hauptwohnsitz) mit 1 Wohnung; 1 Einwohner und 0 Nebenwohnsitzfälle; 1 Haushalt; 0 Arbeitsstätten, 1 land- und forstwirtschaftlicher Betrieb[10]
- 2011: 1 Gebäude, 1 Einwohner, 1 Haushalt, 0 Arbeitsstätten[11]
- 2021: 1 Gebäude, 1 Einwohner, 1 Haushalt, 0 Arbeitsstätten[12]